# Mormuga uncifrons
Genre
Espèce
Mormuga uncifrons, unique représentant du genre Mormuga, est une espèce d'opilions laniatores de la famille des Assamiidae.

## Distribution
Cette espèce est endémique de Goa en Inde. Elle se rencontre vers Mormugao.

## Description
Le syntype mesure 6,5 mm.

## Publication originale
- Roewer, 1927 : « Weitere Weberknechte I. 1. Ergänzung der: "Weberknechte der Erde", 1923. » Abhandlungen des Naturwissenschaftlichen Vereins zu Bremen, vol. 26, p. 261–402.